# سياسة الطاقة النووية للولايات المتحدة

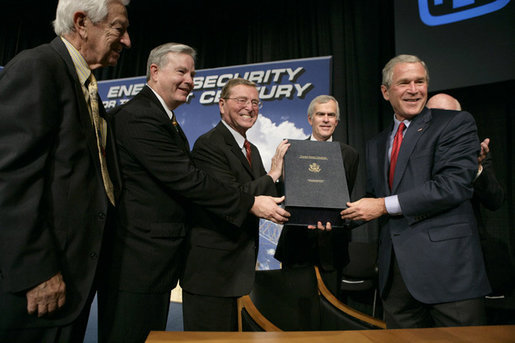
جورج دبليو بوش التوقيع على قانون سياسة الطاقة لعام 2005، الذي تم تصميمه لتشجيع بناء مفاعل نووي أمريكي، من خلال الحوافز والإعانات، بما في ذلك دعم تجاوز التكاليف بما يصل إلى ملياري دولار لستة مشاريع جديدة لمحطات نووية.

سياسة الطاقة النووية للولايات المتحدة تطورت سياسة الطاقة النووية للولايات المتحدة خلال فترتين رئيسيتين، من 1954-1992 و 2005-2010. شهدت الفترة الأولى استمرار بناء محطات الطاقة النووية، وسن تشريعات عديدة مثل قانون إعادة تنظيم الطاقة لعام 1974، وتنفيذ سياسات لا حصر لها والتي وجهت هيئة التنظيم النووي ووزارة الطاقة في تنظيم ونمو شركات الطاقة النووية. ويشمل ذلك على سبيل المثال لا الحصر لوائح المنشآت النووية، وتخزين النفايات، وإيقاف تشغيل المواد التي تصنع الأسلحة النووية، واستخراج اليورانيوم، وتمويل الشركات النووية، إلى جانب زيادة في بناء محطات الطاقة.

## نبذة
تم صياغة كل من التشريعات واللوائح البيروقراطية للطاقة النووية في الولايات المتحدة من خلال البحث العلمي، ورغبات الصناعات الخاصة، والرأي العام، الذي تحول مع مرور الوقت ونتيجة لكوارث نووية مختلفة.
في الولايات المتحدة تم تنفيذ العديد من الإجراءات والسياسات التشريعية على المستوى الفيدرالي ومستوى الولايات لتنظيم الطاقة الذرية وتعزيز توسعها. انتهى نمو الطاقة النووية في الولايات المتحدة في الثمانينيات من القرن الماضي، إلا أن قانون سياسة الطاقة لعام 2005 صدر في عام 2005 والذي كان يهدف إلى دفع الصناعة النووية من خلال ضمانات القروض المالية للتوسع وإعادة تجهيز المنشآت النووية. لا يزال نجاح هذا التشريع غير محدد، حيث أن جميع الشركات الـ 17 التي تقدمت بطلب للحصول على التمويل لا تزال في مراحل التخطيط لطلبات البناء المقترحة البالغ عددها 26 شركة. حتى أن بعض المواقع المقترحة ألغت خطط البناء الخاصة بها، ويعتقد الكثيرون أن كارثة فوكوشيما دايتشي النووية ستزيد من كبح نجاح التوسع في الطاقة النووية في الولايات المتحدة.
في عام 2008 توقعت إدارة معلومات الطاقة ما يقرب من 17 جيجاوات من مفاعلات الطاقة النووية الجديدة بحلول عام 2030، ولكن في توقعاتها لعام 2011 قامت «بتخفيض توقعات 2030 إلى خمسة فقط».
في أعقاب كارثة فوكوشيما دايتشي النووية انخفض الدعم العام لبناء محطات الطاقة النووية في الولايات المتحدة إلى 43 ٪، أي أقل قليلا مما كان عليه مباشرة بعد حادث جزيرة ثري مايل في عام 1979، وفقا لاستطلاع أجرته شبكة سي بي إس نيوز.
وجدت دراسة أجريت في أبريل 2011 أن 64% من الأميركيين يعارضون بناء مفاعلات نووية جديدة. وجد استطلاع للرعاية أجراها معهد الطاقة النووية، أجري في سبتمبر 2011 أن "62% من المجيبين قالوا إنهم يفضلون استخدام الطاقة النووية كأحد الطرق لتوفير الكهرباء في الولايات المتحدة ومعارضة 35%.

## تاريخ سياسة الطاقة النووية للولايات المتحدة
بعد مرور ما يقارب العام على انتهاء الحرب العالمية الثانية، استحدث الكونغرس الأمريكي هيئة الطاقة الذرية الأمريكية لتعزيز تطور العلوم والتكنولوجيا الذرية في وقت السلم ومراقبته. على نحو يعكس تفاؤل أمريكا في مرحلة ما بعد الحرب، أعلن الكونغرس أنه لا بد من استخدام الطاقة الذرية ليس في الدفاع عن الأمة فحسب، بل وأيضًا لتعزيز السلام العالمي، وتحسين الرفاهية العامة، وتعزيز المنافسة الحرة في المشاريع الخاصة. في وقت لاحق، انشقت اللجنة التنظيمية النووية عن هيئة الطاقة الذرية الأمريكية بموجب تشريع سنّه الكونغرس.
في الولايات المتحدة، تنظم اللجنة التنظيمية النووية صناعة الطاقة النووية بحزم أكثر من معظم القطاعات الأخرى. تعمل اللجنة التنظيمية النووية ووزارة الطاقة سويًا لتأمين سلامة المحطات، وتصاريح البناء والتشغيل، ونقل المخلفات الإشعاعية وتخزينها، وإدارة المنتجات الثانوية المستخدمة في صنع الأسلحة، والحماية من الإشعاع، وضمان القروض.
تملك الولايات المتحدة محطات طاقة نووية نشطة أكثر من أي بلد آخر في العالم، إذ توجد 104 محطات من مجموع 441 موقعًا نشطًا و 62 موقعًا آخر قيد البناء في جميع أنحاء العالم. يقارب ذلك ضعف عدد المواقع في فرنسا (58) واليابان (55) مجتمعة. بلغ بناء المنشآت النووية الأمريكية ذروته بين سبعينيات وثمانينيات القرن العشرين، وخلال ذلك الوقت، مُنحت هذه المنشآت تصاريح تشغيل من 20 إلى 40 عام.
في بداية استخدام الطاقة النووية، لم تسمح حكومة الولايات المتحدة للقطاع الخاص باستخدام التكنولوجيا النووية. في عام 1946، وقّع الرئيس هاري ترومان على قانون الطاقة الذرية لعام 1946 ليصبح قانونًا يحظر تعميم التكنولوجيا أو المعلومات النووية على جهات أخرى، على الصعيدين المحلي والخارجي. مثّل هذا القانون خشية الولايات المتحدة من حصول الدول الأجنبية، بما فيها الحلفاء، على التكنولوجيا واستخدامها ضدها مع مرور الوقت، انحسر هذا الخوف وبرز اهتمام القطاع العام، على أمل أن توفر الطاقة النووية بديلًا قابلًا للتطبيق للطاقة عن الفحم.
عدّل قانون الطاقة الذرية لعام 1954 القانون السابق، وفي ظل إدارة دوايت ديفيد أيزنهاور أيضًا، مبشرًا بأول عصر نووي في الولايات المتحدة، مكّن هذا التعديل القطاع الخاص من استخدام معلومات حكومية معينة عن التكنولوجيا النووية وبناء منشآت خاصة للطاقة. ومع ذلك، يجب أن تلتزم هذه المنشآت بالقواعد والأنظمة الحكومية والعمل بشكل وثيق مع الحكومة فيما يتعلق بسلامة المصانع، والتعدين، والتخزين، والنقل، واستخدام المنتجات الثانوية المُستخدمة في صنع الأسلحة.

## العصر النووي الأول
كانت السياسة النووية الأمريكية ذات مرحلتين. استمرت المرحلة الأولى من عام 1954 إلى 1992 تقريبًا. بحلول نهاية ثمانينيات القرن العشرين، جرى بناء مصانع جديدة، وبعد عام 1992، كان هناك فترة 13 عامًا دون سن أي تشريع نووي جوهري. لم تكن الولايات المتحدة أول دولة تنشئ محطة طاقة نووية. تمكنت كل من روسيا وإنجلترا من إنشاء محطات طاقة صغيرة محدودة قبل الولايات المتحدة. على الرغم من حدوث تطورات في القطاع الخاص الأمريكي قبل قانون عام 1954، لم تبدأ محطة شيبينقبورت للطاقة الذرية في بنسلفانيا بالعمل حتى منتصف عام 1956. كانت هذه المنشأة، التي ولّدت 50 ميغاواط من الطاقة سنويًا، حتى 200 ميغاواط لاحقًا، أول محطة للطاقة النووية على نطاق كامل في الولايات المتحدة والعالم. أنشأت شركات المرافق المنظَّمة المزيد من المحطات في الأعوام اللاحقة، وغالبًا ما كانت تابعة للدولة. وضعت هذه الشركات «التكلفة الرأسمالية في قاعدتها السعرية واستهلكتها مقابل مبيعات الطاقة. إذ تحمّل المستهلكون التبعات ودفعوا التكلفة الرأسمالية».
بدأ بعض الخبراء النوويين بالإعراب عن وجهات نظر معارضة بشأن الطاقة النووية في عام 1969. كان من بين هؤلاء العلماء إرنست ستيرنغلاس من بيتسبرغ، وهنري كيندال من معهد ماساتشوستس للتكنولوجيا، وجورج والد الحائز على جائزة نوبل، وأخصائية الإشعاع روزالي بيرتل. أعرب أعضاء المجتمع العلمي «عن قلقهم إزاء الطاقة النووية، ومارسوا دورًا حاسمًا في تبديد الغموض الذي يكتنف القضية لدى للمواطنين الآخرين»، وأصبحت الطاقة النووية قضية احتجاج شعبي كبير في سبعينيات القرن العشرين.

### قانون إعادة تنظيم الطاقة لعام 1974، والقوانين الحاكمة للجنة التنظيمية النووية
أُنشئت اللجنة التنظيمية النووية بموجب قانون إعادة تنظيم الطاقة لعام 1974. بموجب قانون الطاقة الذرية لعام 1954، تتولى وكالة واحدة، هي هيئة الطاقة الذرية، مسؤولية تطوير الاسلحة النووية وإنتاجها، فضلًا عن تنظيم الاستخدام المدني للمواد النووية وتطويره وسلامته. قسّم قانون عام 1974 هذه المهام، فأسند إلى وكالة جديدة واحدة هي وزارة الطاقة، مسؤولية تطوير الأسلحة النووية وإنتاجها، وتعزيز الطاقة النووية، وغير ذلك من أعمال الطاقة. كُلّف المجلس القومي للأبحاث بالعمل التنظيمي، باستثناء تنظيم المنشآت النووية الدفاعية. منح قانون عام 1974 اللجنة التنظيمية النووية هيكلها الجماعي وأنشأ مكاتبها الرئيسية. ينص التعديل الأخير على حماية الموظفين المتخوفين بشأن بالسلامة النووية. تُقدّم طلبات إنشاء محطات جديدة لدى اللجنة التنظيمية النووية، وعادة ما تستغرق الموافقة عليها فترة تتراوح بين ثلاثة وخمسة أعوام. تتطلب عملية الموافقة تقاريرًا مفصلة عن كافة عمليات المفاعل، ونقل الوقود، والإثراء، وتخزين المخلفات، وتعدين كعكة اليورانيوم الصفراء، وغير ذلك الكثير. علاوة على ذلك، تعِد الحكومة كثيرًا «بتوفير الحوافز لبناء محطات جديدة من خلال ضمانات القروض والاعتمادات الضريبية»، وتقدم القروض أو حتى التمويل المباشر للبناء، وتجري أبحاثًا ذرية لدعم هذا المجال.

### خطط إعادة التنظيم
تُعد خطة إعادة التنظيم الثالثة أمرًا تنفيذيا وضعه الرئيس ريتشارد نيكسون في عام 1970، واستُحدثت وكالة حماية البيئة الأمريكية بموجبها. وجهت هذه الخطة وكالة حماية البيئة إلى وضع «معايير بيئية قابلة للتطبيق بوجه عام لحماية البيئة العامة من المواد المشعة». عززت خطة إعادة التنظيم الأولى لعام 1980 الأدوار التنفيذية والإدارية لرئيس اللجنة التنظيمية النووية، وخاصة في حالات الطوارئ، وحولت للرئيس «جميع المهام الموكلة إلى اللجنة فيما يتعلق بالحالات الطارئة بشأن مرفق أو مواد معينة ... والتي تنظمها اللجنة». تنص خطة إعادة التنظيم هذه أيضًا على أن تُخوّل اللجنة الكاملة بجميع أمور صياغة السياسات وسن القواعد المتصلة بالسياسة العامة وإصدار الأوامر والفصل فيها.

### قانون منع الانتشار النووي لعام 1978
هدف قانون منع الانتشار النووي لعام 1978 إلى الحد من انتشار الأسلحة النووية. بين جملة من الأمور، وضع القانون معايير التحكم بالصادرات النووية الأمريكية التي ترخصها اللجنة التنظيمية النووية واتخذ جملة من الخطوات لتعزيز نظام الضمانات الدولي. ساهم ذلك في ضمان أمن الولايات المتحدة. تلتزم الدول الموقعة على معاهدة حظر الانتشار النووي الدولية بمنع انتشار الأسلحة النووية مقابل المعرفة والمواد الأميركية المتمثلة بالمفاعلات والوقود النووي.
علاوة على تقديم التكنولوجيا والمواد النووية للدول، ستساهم الولايات المتحدة بمساعدة الدول في جهودها الرامية إلى تحديد المصادر المحلية للطاقة البديلة، بما يتوافق مع الموارد الاقتصادية والمادية، والمعايير البيئية في تلك الدول. تسعى الولايات المتحدة بهذه الطريقة إلى ضمان السيطرة على جميع المعلومات والتكنولوجيا والمواد ذات الصلة بالأنشطة النووية.
عدّل قانون منع الانتشار النووي قانون الطاقة الذرية لعام 1946 بوضع معايير جديدة للتحكم بالصادرات النووية الأمريكية المرخصة من اللجنة التنظيمية النووية. أوعز الكونغرس لوزارة الطاقة بالتخطيط ومباشرة أنشطة التصميم والبناء والتشغيل لتوسيع كفاءة تخصيب اليورانيوم، والتي تكفي للاحتياجات المحلية والأجنبية. ينص القانون على أن ضوابط منع  الانتشار النووي لن تنقضي سنويًا، ما يلغي الحاجة إلى تمديدها.